# Fontan, Lenine
Fontan (în ucraineană Фонтан) este un sat în comuna Leninske din raionul Lenine, Republica Autonomă Crimeea, Ucraina.

## Demografie
Componența lingvistică a localității Fontan
     Rusă (79,48%)
     Tătară crimeeană (12,7%)
     Ucraineană (6,84%)
     Alte limbi (0,33%)
Conform recensământului din 2001, majoritatea populației localității Fontan era vorbitoare de rusă (79,48%), existând în minoritate și vorbitori de tătară crimeeană (12,7%) și ucraineană (6,84%).